# Natasha Collins
Natasha Collins (Luton, 7 juli 1976 - Londen, 3 januari 2008) was een Brits actrice en tv-presentatrice.
Na het afronden van haar toneelopleiding speelde ze diverse rollen in het theater, in films en op tv.
Het bekendst werd ze met het presenteren van het kinderprogramma See It Saw It op de BBC, dat ze samen met haar latere verloofde Mark Speight presenteerde.
In dit programma speelde ze de rol van See, een dienstertje van de koning. De koning werd gespeeld door Speight.
In 2000 speelde ze de rol van schaapherder Betty Peep in de kinderserie The 10th Kingdom die eveneens door de BBC werd uitgezonden.
Op 3 januari 2008 werd Natasha Collins dood aangetroffen door de politie in de badkamer van haar huis in St. John's Wood, een wijk in het noordwesten van Londen. Mark Speight was op dat moment bij haar. Al snel werd Speight, presentator van kinderprogramma's als Scratchy & Co. en SMart door de politie aangehouden. Hij werd opgepakt voor de (vermeende) moord op zijn verloofde. Bovendien zou hij haar drugs hebben toegediend, omdat in haar bloed sporen van cocaïne werden gevonden. Uiteindelijk werd hij zonder straf vrijgelaten.
Later onderzoek wees uit dat de doodsoorzaak een ongelukkige samenloop van omstandigheden was van cocaïnegebruik en blootstelling aan heet water. Ze werd in bad gevonden met brandwonden door heet water over 60% van haar lichaam.
Op 13 april 2008 werd Mark Speight zelf dood aangetroffen op een station in London, buiten het zicht van het publiek. Onderzoek wees uit dat hij zichzelf door middel van verhanging van het leven had beroofd.